# Orange Crush
«Orange Crush» es la séptima canción del sexto álbum de R.E.M. Green y su segundo sencillo. Fue su segunda canción #1 en las listas de US Modern Rock y US Mainstream Rock después de Stand. Fue colocada como la octava canción de su compilación In Time: The Best of R.E.M. 1988-2003. De acuerdo con el guitarrista Peter Buck, dice que ha tocado esta canción más de 100 veces y aún no entiende su significado; aunque esto sería sarcástico, ya que al parecer, el cantante Michael Stipe compuso la letra como alusión a la Guerra del Vietnam, en el que el ejército de los Estados Unidos utilizó el arma química agente naranja.
Se convirtió en la canción con más semanas en el número uno de la lista Modern Rock Tracks, empatando con Losing My Religion de ellos mismos, y fue luego vencida por Mysterious Ways de U2.

## Canciones

### RU CD
9:25
1. Orange Crush
2. Ghost Riders
3. Dark Globe

### RU Cassette
7:34
1. Orange Crush
2. Ghost Riders

### RU"7 Vinilo
7:34
1. Orange Crush
2. Ghost Riders

### Australia y Alemania "7 Vinilo
9:12
1. Orange Crush
2. Ghost Riders
3. Memphis Train Blues

### RU "12 Vinilo
9:25
1. Orange Crush
2. Ghost Riders
3. Dark Globe